# Admontia washingtonae
Admontia washingtonae là một loài ruồi trong họ Tachinidae.